# St. Georg (Bodelsberg)

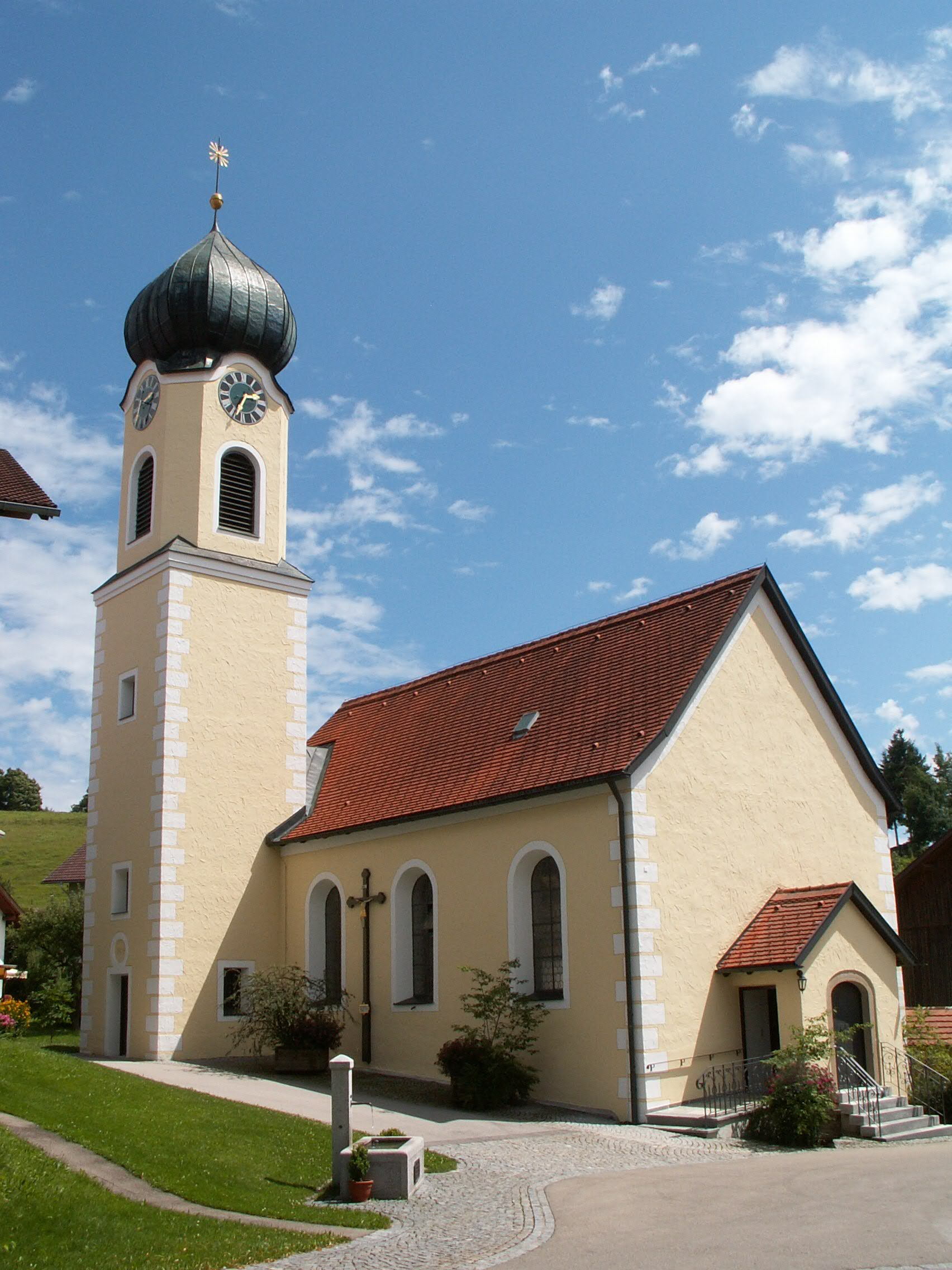
Filialkirche St. Georg in Bodelsberg

Die römisch-katholische Kuratiekirche St. Georg befindet sich in Bodelsberg, einem Gemeindeteil der Gemeinde Durach im Landkreis Oberallgäu.

## Baugeschichte
Die Kirche St. Georg wurde 1732 erweitert. Im Jahr 1740 erfolgte das Benefizium. Im Jahr 1787 erfolgte unter dem Fürstabt Rupert von Neuenstein ein Neubau. Im Jahr 1909 entstand der Turm. Für 1912 ist eine Restaurierung und Erneuerung der Ausstattung dokumentiert.

## Beschreibung
St. Georg steht mitten im Ortskern von Bodelsberg. Die Filialkirche hat einen eingezogenen Chor mit zwei Rundbogenfenstern am Ansatz des halbkreisförmigen Schlusses. Die Spiegelgewölbe sind auf Profilgesims. Stichkappen ragen über dem östlichen Rundfenster.
Das Langhaus hat drei Stichbogenfensterachsen. Die Ecken sind gegen den korbbogigen Chorbogen ausgerundet. Die Empore wurde 1912 erneuert. Anstelle des Westeingangs mit Vorzeichen aus dem 19. Jahrhundert standen ursprünglich zwei Seiteneingänge zur Verfügung. Diese sind durch Stichbogennischen im ersten Intervall von Westen erkennbar. Im südlichen Chorwinkel ist ein kleiner Sakristeianbau, im nördlichen Chorwinkel steht der mit 1909 bezeichnete, neubarocke Turm.

## Ausstattung
Die Kirche ist mit klassizistischen Deckengemälden aus dem Jahr 1912 dekoriert. Am Chorbogen ist das mit 1787 bezeichnete Wappen des Bauherrn Rupert von Neuenstein freigelegt worden.
Der Hochaltar der Filialkirche stammt aus dem mittleren 19. Jahrhundert und wurde zuletzt 1912 verändert. Das Altarblatt zeigt den Heiligen Georg und ist mit A. May 1862 signiert; es wird flankiert von zwei Statuen der Heiligen Wendelin und Sebastian. Im Auszug befindet sich eine barocke Schnitzfigur des Gottvaters. Die beiden klassizistischen Seitenaltäre stammen wie die Kanzel aus dem Jahr 1912.